# Станкович, Марко
Марко Станкович (серб. Marko Stanković / Марко Станковић; род. 17 февраля 1986[…], Кремс-ан-дер-Донау) — австрийский футболист, полузащитник. Сын футболиста и тренера Деяна Станковича.

## Ранние годы
Марко родился в 1986 году в сербской семье. С 1992 по 1996 год обучался в народной школе города Санкт-Петер-Фрайенштайн, с 1996 по 2000 год учился в реальной гимназии Леобена (отделение академии в Айзенэрце). В 2005 году успешно получил аттестат зрелости и поступил в Грацский университет на факультет правоведения. Параллельно с этим начал заниматься футболом.

## Футбольная карьера

### Клубная
В 1991 году Марко в возрасте пяти лет поступил в футбольную академию клуба «Леобен», в которой занимался до 2004 года (и даже один раз выступал на правах аренды за «Фойтсберг»). В чемпионате Австрии 2003/04 Первой лиги состоялся его дебют как профессионального игрока. В 2005 году на правах аренды Марко снова отправился в «Фойтсберг», вернувшись в свою основную команду через год. В 2007 году Станкович благодаря своим выдающимся выступлениям получил награду «Юная звезда года» в Первой лиге и вскоре подписал двухлетний контракт с командой Бундеслиги «Штурм» (город Грац).
Дебют Станковича состоялся 11 июля 2007 против «Аустрии» из Вены (на 83-й минуте Станкович вышел вместо Амаду Рабиу). Обычно выступавший на позиции полузащитника, Марко переквалифицировался в составе «чёрных» в нападающие. Одним из самых известных матчей стал следующий матч 20 июля 2007 против команды ЛАСК, когда Станкович оформил хет-трик во встрече. 9 сентября 2007 Станкович присутствовал на церемонии вручения наград лучшим футболистам сезона и получил неофициальный титул «Бруно».
15 января 2009 Станкович заявил, что не собирается продлевать контракт с командой из Граца, а 28 января 2009 заявил о будущем заключении трёхлетнего (до 2012 года) контракта с итальянской командой «Триестина», выступавшей тогда в Серии Б. 31 января 2009 был подписан контракт с клубом. Однако 20 мая 2010 венская «Аустрия» всё-таки сумела заполучить Станковича, который подписал с ней контракт на два года с возможностью продления ещё на один год.

### В сборной
Марко призывался в состав различных сборных Австрии. Так, в 2003 году он в составе команды до 17 лет принял участие на чемпионате Европы в Португалии и завоевал бронзовые награды. В составе команды до 19 лет он сыграл всего 5 игр, а в сборной до 21 года Станкович стал капитаном и провёл 18 встреч, забив шесть голов.
19 ноября 2008 Марко провёл на данный момент свою единственную встречу за сборную Австрии против сборной Турции. Подопечные Карела Брюкнера проиграли команде Фатиха Терима со счётом 2:4, а Марко вышел на замену на 70-й минуте вместо Кристофа Ляйтгеба.

## Достижения
- Чемпион Австрии: 2012/13
- Бронзовый призёр чемпионата Европы 2003 года среди юношей до 17 лет
- Лучший молодой игрок Первой лиги Австрии (сентябрь 2006 года)
- Лучший футболист по версии телеканала Sky Deutschland (октябрь 2006 года)
- Юная звезда года Первой лиги (2007)
- Обладатель награды «Бруно» (церемония вручения наград лучшим футболистам года в Австрии 2007)